# Tauber-Zeitung
Die Tauber-Zeitung (TZ) ist eine Regionalausgabe (Kopfblatt) der Fränkischen Nachrichten aus Tauberbischofsheim. Im Untertitel nennt sie sich Bad Mergentheimer Tagblatt – Tauberbischofsheimer Rundschau – Amtsblatt im Main-Tauber-Kreis. Die in Bad Mergentheim ansässige Zeitung verfügt seit Mai 2015 über keine eigene Redaktion mehr, wird von den Fränkischen Nachrichten aber als eigenständiger Titel weitergeführt.

## Kenndaten
Vor der Übernahme durch die Fränkischen Nachrichten hatte das Blatt eine verkaufte Auflage von 5.038 Exemplaren (IVW I/2015) und erschien vornehmlich in einem Teilgebiet des Main-Tauber-Kreises – dem Raum Tauberbischofsheim und dem Altkreis Bad Mergentheim. Dort sind auch die Fränkischen Nachrichten mit ihren Lokalausgaben Tauberbischofsheim und Bad Mergentheim vertreten. Seit der Übernahme werden die Auflagenzahlen der Tauber-Zeitung nicht mehr einzeln ausgewiesen.

## Werdegang

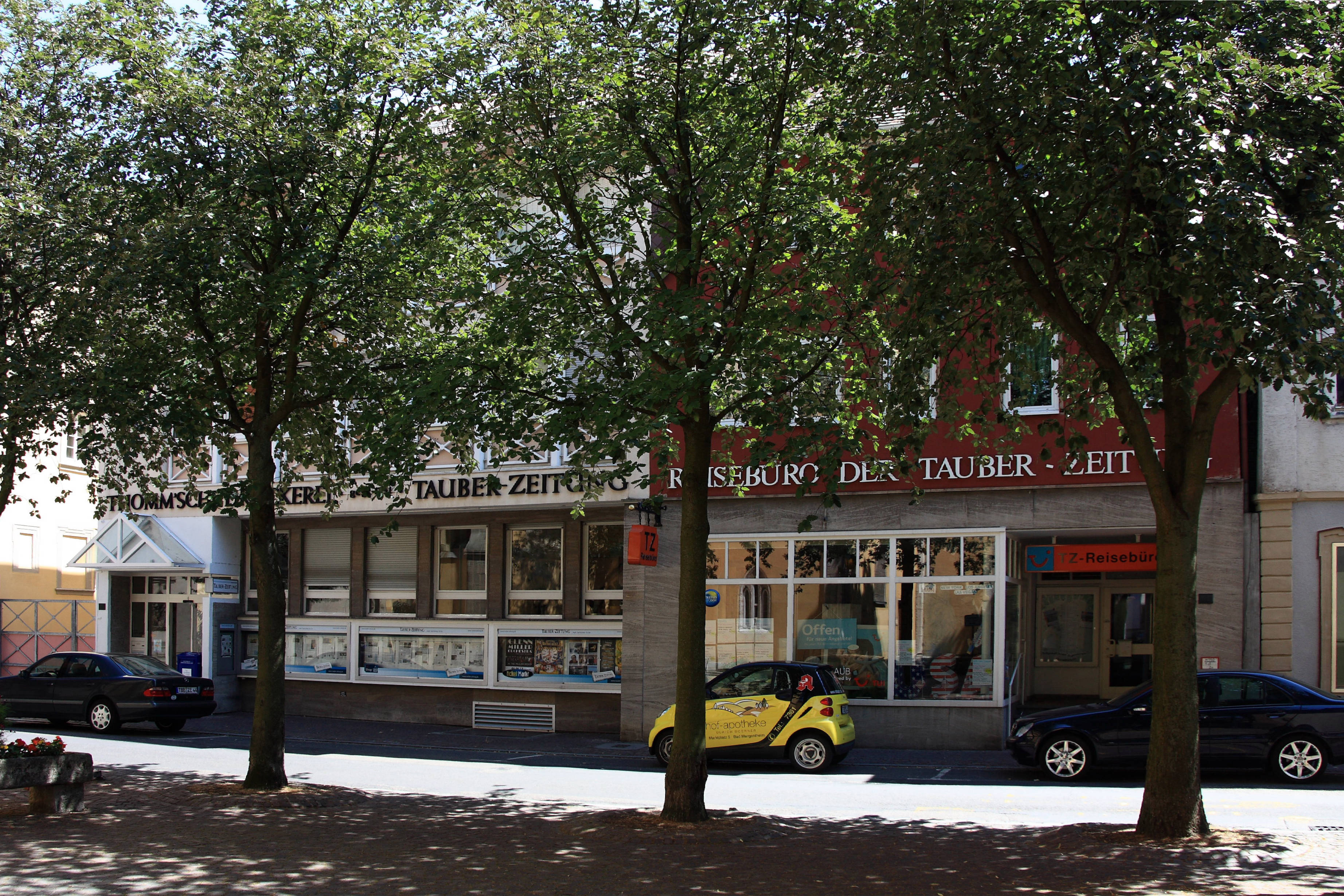
Gebäude der Tauber-Zeitung in Bad Mergentheim

Die Geschichte der Tauber-Zeitung begann 1790, als der Hofbuchdrucker Christian Ernst Griebel beim Landesherrn beantragte, eine Zeitung drucken zu dürfen. Diesem Ersuchen entsprach der damalige Hochmeister des Deutschen Ordens, Maximilian Franz von Österreich. Die erste Ausgabe der neuen Wochenzeitung erschien am 22. Januar 1791 unter dem Namen Mergentheimer Intelligenzblatt.
Ende der 1820er Jahre benannte, entsprechend der Erscheinungsweise, ihr dritter Herausgeber Johann Georg Thomm das Periodikum in Mergentheimer Wochenblatt um. Ihren heutigen Namen erhielt die Tauber-Zeitung 1848 von dessen Sohn Ignaz Thomm, der sie ab 1866 dreimal wöchentlich veröffentlichte. Am 1. Oktober 1891 machte dessen Bruder Johann Thomm das Blatt zur Tageszeitung.
Im Jahr 2001 übernahm die Ulmer Südwest Presse zum Teil, 2008 komplett die Tauber-Zeitung, womit die zuvor immer als Familienbetrieb geführte Zeitung ihre Eigenständigkeit verlor. Seinen überregionalen Teil hatte das Blatt schon zuvor von der Südwest Presse bezogen. Die Redaktion des Lokalteils saß weiterhin in Bad Mergentheim.
Im Herbst 2014 gab die Neue Pressegesellschaft mbH & Co. KG (NPG), Herausgeberin der Südwest Presse, die Zeitung auf und verkaufte die Titelrechte samt Abonnement-Daten an die Fränkische Nachrichten Verlags-GmbH, die zur Mediengruppe Dr. Haas (Mannheimer Morgen) gehört. Nach der Zustimmung des Kartellamts führen die Fränkischen Nachrichten seit 1. Mai 2015 den Titel fort. Von den zuletzt 21 Mitarbeitern wurden aber nur drei übernommen. Während lokale und regionale Inhalte von den Fränkischen Nachrichten übernommen werden, liefert der Mannheimer Morgen den überregionalen Mantelteil.
Leiter der Redaktion war 36 Jahre lang Claus Peter Mühleck, der Ende März 2010 in den Ruhestand ging und im Oktober 2012 verstarb. Sein Nachfolger war Oliver Bauer.

## Herausgeber
| von-bis   | Herausgeber                                                 |
| --------- | ----------------------------------------------------------- |
| 1791–1805 | Christian Ernst Griebel                                     |
| 1805–1806 | Josef Stahel                                                |
| 1806–1832 | Johann Georg Thomm                                          |
| 1832–1863 | Wilhelm Franz Ignaz Thomm (Sohn des Johann Georg Thomm)     |
| 1863–1898 | Johann Thomm (Sohn des Johann Georg Thomm)                  |
| 1898–1909 | Otto Reinhardt (Schwiegersohn des Johann Thomm)             |
| 1909–1911 | Anna Reinhardt geb. Thomm (Witwe des Otto Reinhardt)        |
| 1911–1946 | Theodor Seeger (Zweiter Ehemann der Anna Seeger geb. Thomm) |
| 1946–1952 | Hans Wahl (Schwiegersohn des Theodor Seeger)                |
| 1952–1990 | Albrecht K.H. Wahl (Sohn des Hans Wahl)                     |
| 1990–2001 | Ellen Wahl                                                  |

## Archiv
Im Jahr 2015 wurde das bis ins Jahr 1791 zurückreichende Archiv der Tauber-Zeitung ins Stadtarchiv der Stadt Bad Mergentheim übernommen.